# Сиваев, Сергей Борисович
Сиваев Сергей Борисович (род. 12 мая 1956, Житомир, Украинская ССР, СССР) — российский экономист, специалист в области городской экономики и управления жилищно-коммунальным хозяйством, кандидат технических наук, профессор Высшей школы урбанистики имени А. А. Высоковского факультета городского и регионального развития Национального исследовательского университета «Высшая школа экономики».
С 1985 года профессионально занимается вопросами развития жилищного и коммунального комплекса городов. Один из ключевых академических исследователей этой тематики в современной России.
Автор более 70 научных публикаций.

## Образование
В 1979 году окончил факультет кибернетики технологических процессов Московского химико-технологического института им. Менделеева по специальности «Основные процессы химических производств и химическая кибернетика», квалификация «инженер-технолог». В 1984 году защитил диссертацию по теме «Автоматизированный синтез оптимальных химико-технологических систем в условиях неопределенности исходной информации с использованием различных критериев принятия решений (на примере производства хлорметанов термическим способом)» и получил степень кандидата технических наук.

## Профессиональная деятельность
Трудовую деятельность начал во Владимире. С 1979 года работал научным сотрудником в научно-производственном объединении «Полимерсинтез», где занимался исследованиями в сфере получения полимерных мембран для высококачественной очистки воды. С 1986 по 1992 годы занимал должность заведующего отдела полимерных мембран.
Параллельно с основным местом работы, в 1985 году начал заниматься вопросами обслуживания жилищного фонда в качестве председателя Молодежного жилищного комплекса города Владимира. В 1990 году был избран депутатом городского совета города Владимира и являлся членом бюджетного и жилищного комитетов.
С 1992 года становится первым заместителем главы администрации города Владимира, где проработал до 1995 года. На занимаемой должности отвечал за вопросы социальной политики и функционирования городского жилищно-коммунального хозяйства. Участвовал в жилищных реформах и стал инициатором организации одной из первых служб жилищных субсидий, а также проводил активную работу по поддержке развития негосударственных организаций.
С 1995 года — консультант Фонда «Институт экономики города» в рамках программы сотрудничества по реформе жилищного сектора с Агентством США по международному развитию. В частности, занимался консультациями в области систем кредитования строительства жилья и управлению кондоминиумами.
В 1996 году окончательно перешел на работу в Фонд, где проработал до 2014 года. Занимал должность директора направления «Городское хозяйство», являлся членом Правления Фонда. В этот период активно публиковал результаты научных и прикладных исследований, анализировал ход жилищных реформ, консультировал органы государственной власти и частные организации по вопросам жилищно-коммунального хозяйства.
В 2014 году переходит на должность управляющего директора и главного экономиста ОАО «Федеральный центр проектного финансирования» Внешэкономбанка, где, в том числе, занимается тематикой государственно-частного партнерства в коммунальном секторе, вопросами формирования новых механизмов финансирования инфраструктурных проектов.
В 2017 году становится руководителем Центра урбанистики Московской школы управления «Сколково».
В период с 2018 по 2020 год работает директором проектного офиса «Энергоэффективность» ПАО «Ростелеком».
Основное место работы с 2020 года — Национальный исследовательский университет «Высшая школа экономики».

## Преподавательская деятельность
С 2007 года преподает в Национальном исследовательском университете «Высшая школа экономики». С 2013 года является профессором Высшей школы урбанистики имени А. А. Высоковского факультета городского и регионального развития. Преподает курсы, связанные с городской экономикой, жилищно-коммунальным комплексом и коммунальной инфраструктурой городов, включая такие как:
- Управление городской коммунальной инфраструктурой.
- Механизмы финансирования городской инфраструктуры.
- Экономика города и городская инфраструктура.

С 2015 по 2018 год являлся профессором кафедры государственно-частного партнерства Финансового университета при Правительстве РФ.
С 2022 по 2023 год являлся профессором Российской академии народного хозяйства и государственной службы при Президенте РФ. Читал курсы лекций в рамках образовательных программ «Управление проектами территориального развития» и «Управление городским территориальным развитием».

## Научная деятельность
Активно разрабатывает темы, связанные с политикой жилищных реформ, тарифным регулированием организаций коммунального комплекса, товариществами собственников жилья, обслуживанием и управлением жилищным фондом, финансированием развития коммунальной инфраструктуры. Занимается вопросами нормативного и методического обеспечения государственно-частного партнерства в общественной инфраструктуре, разработкой и реализацией инвестиционных программ коммунальных предприятий.
Научные интересы:
- Вопросы повышения эффективности бюджетных расходов на оплату коммунальных услуг учреждениями бюджетной сферы.
- Вопросы по разработке и внедрению в городах системы экономической и финансовой мотивации энергоресурсосбережения.
- Система управления жилищно-коммунальным хозяйством городов.
- Создание рыночных механизмов функционирования отрасли и регулирования стоимости услуг естественных монополистов — поставщиков коммунальных услуг.

## Общественная деятельность
С 2011 по 2022 год — член Наблюдательного Совета Фонда содействия реформированию ЖКХ.
Член Совета Фонда «Институт экономики города», член Экспертного совета при Комитете Государственной Думы по жилищной политике и коммунальному хозяйству, эксперт направления «Пространственное развитие» Центра стратегических разработок, эксперт Счетной палаты Российской Федерации.
Регулярно выступает в качестве эксперта в сфере городской экономики и жилищно-коммунального хозяйства на различных дискуссионных площадках , в СМИ и в образовательных проектах.

## Избранные труды
- Государственно- и муниципально-частное партнерство в России и за рубежом: учебное пособие / С. Б. Сиваев, Э. Маркварт. — М.: Издательский дом «Дело» РАНХиГС, 2018. — 404 с.
- Общественные услуги в постсоветских странах / С. Б. Сиваев, А. Дзембак, А. Родионов. — Москва: Фонд «Институт экономики города», 2014. — 32 с.
- Предоставление публичных услуг на местном уровне в России: этапы развития и современное состояние / С. Б. Сиваев, Л. Перцов, А. Родионов. — Москва: Фонд «Институт экономики города», 2014. — 20 с.
- Институциональные проблемы повышения энергоэффективности жилищного и бюджетного секторов / С. Б. Сиваев [и др.]. — Москва: Фонд «Институт экономики города», 2010. — 98 с.
- Государственная поддержка жилищного строительства и развития коммунальной инфраструктуры / С. Б. Сиваев, Э. К. Трутнев, В. Ю. Прокофьев. — Москва: Дело, 2009. — 261 с.
- Частный бизнес в коммунальном секторе: практика развития / С. Б. Сиваев. — Москва: Фонд «Институт экономики города», 2008. — 10 с.
- Государственно-частное партнерство в коммунальном хозяйстве / Р. А. Мартусевич, С. Б. Сиваев, Д. Ю. Хомченко. — М.: Фонд «Институт экономики города», 2006. — 243 с.

## Награды
- Благодарственное письмо ректора Высшей школы экономики (2022).
- Благодарность Министерства строительства и жилищно-коммунального хозяйства Российской Федерации (2022).
- Благодарность Высшей школы экономики (2021).